# فراتسچی
فراتسچی (انگلیسی: Frateschi) شرکت اسباب‌بازی برزیلی است، که در سال ۱۹۵۸ توسط گالیله فراتسکی تأسیس شد.